# Mauvezin (Gers)
Mauvezin ist eine Kleinstadt und eine Gemeinde mit 2.275 Einwohnern (Stand 1. Januar 2022) im Département Gers in der südfranzösischen Region Okzitanien. Im 13. Jahrhundert wurde die Oberstadt (ville haute) in Form einer Bastide umgestaltet.

## Lage und Klima
Der ca.150 m hoch gelegene Ort Mauvezin liegt am Flüsschen Arrats gut 63 km (Fahrtstrecke) in nordwestlicher Richtung von Toulouse entfernt. Auch, die Hauptstadt des Départements Gers, befindet sich etwa 30 km südwestlich. Das Klima ist gemäßigt bis warm; Regen (ca. 750 mm/Jahr) fällt übers Jahr verteilt.

## Bevölkerungsentwicklung
| Jahr                       | 1800 | 1851 | 1901 | 1954 | 1999 | 2017 |
| Einwohner                  | 1989 | 2616 | 2261 | 1712 | 1642 | 2198 |
| Quellen: Cassini und INSEE |      |      |      |      |      |      |

Bereits im ausgehenden Mittelalter war Mauvezin eine wichtige Stadt mit über 2000 Einwohnern. Bedingt durch die Mechanisierung der Landwirtschaft sank die Bevölkerung Mitte des 20. Jahrhunderts deutlich ab.

## Wirtschaft
Die Stadt dient seit Jahrhunderten als handwerkliches und wirtschaftliches Zentrum für die von der Landwirtschaft geprägten Dörfer des Umlandes. Das Stopfen von Gänsen (oies) und Enten (canards) war schon vor Jahrhunderten Bestandteil der landwirtschaftlichen Produktionsmethoden im Périgord und in der Gascogne. In früheren Zeiten geschah dies – je nach Verfügbarkeit – mit Hafer, Gerste und Weizen; seit dem zunehmenden Bekanntheitsgrad von Mais im 19. Jahrhundert wird diese – ursprünglich aus Mittelamerika stammende – Agrarpflanze auch bei der Tiermast eingesetzt und entsprechend häufig angebaut. Die Gänseleberpastete (pâté de foie gras) wird nur selten frisch angeboten, sondern meist in Gläsern oder Dosen konserviert.

## Geschichte

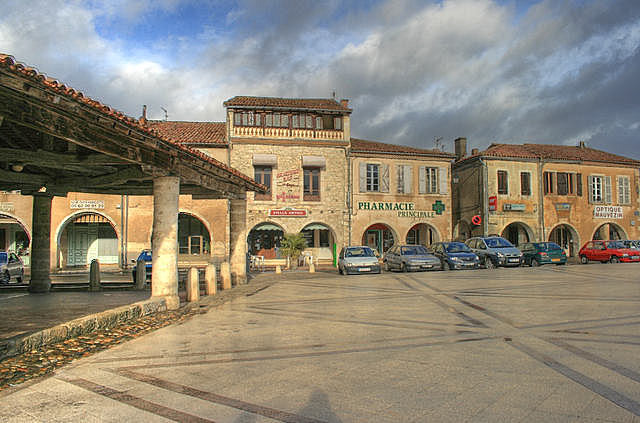
Arkadenhäuser und Markthalle

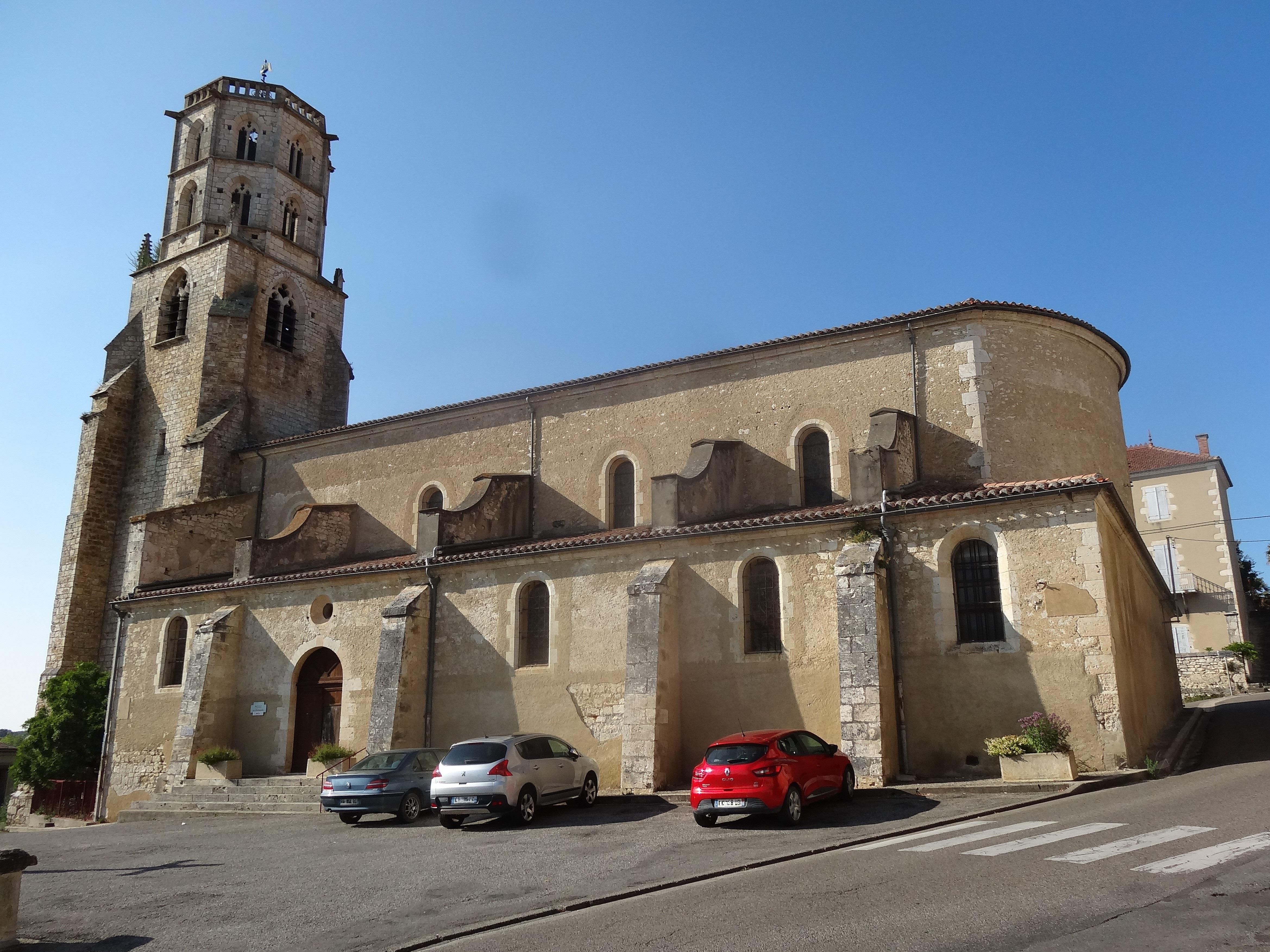
Kirche Saint-Michel

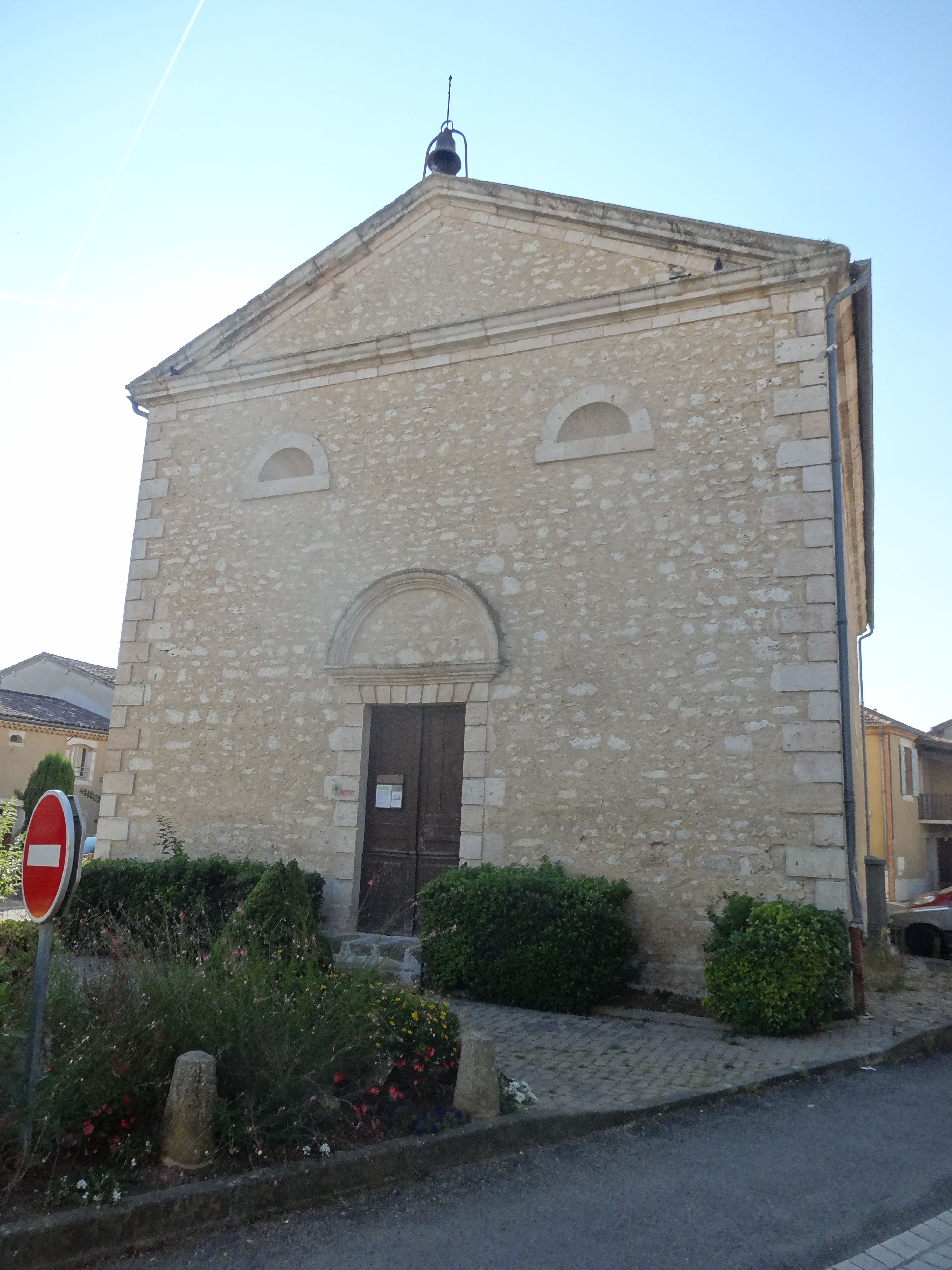
Protestantische Kirche (temple)

Mauvezin war Hauptort der historischen Vizegrafschaft (vicomté) Fézensaguet, die im Jahr 1402 Teil der Grafschaft Armagnac und zusammen mit dieser im Jahr 1589 unter Heinrich IV. endgültig Teil der französischen Krondomäne (Domaine royal) wurde, nachdem der bereits im Jahr 1472 unter Ludwig XI. unternommene Eingliederungsversuch nur vorübergehend Bestand hatte.
In der Zeit der religiösen Auseinandersetzungen zwischen Katholiken und Protestanten ergriffen die Einwohner von Mauvezin mehrheitlich Partei für die protestantische Seite – der Ort erhielt in dieser Zeit den Beinamen „Kleines Genf“ (Petite Genève). Da es aber zu Streitereien unter der Stadtbevölkerung kam, bemächtigte sich Heinrich von Navarra im Jahr 1576 der Stadt und die Katholiken wurden vertrieben. In den Hugenottenkriegen (1562–1598) wurde die Kirche in Teilen demoliert. Durch das Edikt von Nantes (1598) erhielt die Stadt den Status einer Place de sureté. Nach der Ermordung Heinrichs IV. im Jahr 1610 begannen die religiös motivierten Auseinandersetzungen von Neuem; unter Ludwig XIII. wurde die Stadt von katholischen Truppen eingeschlossen und kapitulierte im Jahr 1621.

## Sehenswürdigkeiten
- Der zentrale Platz der Bastide mit seinen Arkadenhäusern ist die optische und historische Hauptattraktion von Mauvezin.
- Der auf 36 gemauerten Rundpfeilern aufruhende Dachstuhl der Markthalle (halle) stammt möglicherweise noch aus dem 14. Jahrhundert; einige Balken wurden jedoch zwischenzeitlich ausgetauscht. Die Halle bildet immer noch den eigentlichen Mittelpunkt der Stadt und wird auch für Tanz- und Festveranstaltungen genutzt.
- Von der Kirche des ausgehenden 13. Jahrhunderts ist nur noch der aus Haustein errichtete gotische Glockenturm (clocher) erhalten, der von einem quadratischen Grundriss im Erdgeschoss in den achteckigen Grundriss der beiden oberen Geschosse übergeführt wird. Die Ecken des Turms werden von Strebepfeilern stabilisiert. Der eigentliche Kirchenbau fiel den protestantischen Übergriffen während der Religionskriege zum Opfer und wurde erst wieder im Jahre 1829 in seiner heutigen basilikalen Gestalt errichtet. Im äußerst zurückhaltend gestalteten Innern finden sich ein schlichtes Chorgestühl (stalles) aus dem 15. Jahrhundert, welches wohl aus der Kirche von Barran stammt, sowie ein Altarbaldachin aus dem 16. und eine Orgel aus dem 19. Jahrhundert.
- In der Unterstadt steht ein quadratischer Turm (Tour Jeanne d’Albret).
- Die protestantische Kirche (temple) wurde im Jahr 1684 weitgehend zerstört. Der heutige Bau mit seiner einfachen Fassade stammt aus dem 19. Jahrhundert.

## Persönlichkeiten
- Jean de La Gessée (1551–1596), Dichter